# Kant-Gymnasium Boppard
Das Kant-Gymnasium Boppard ist das einzige Gymnasium in Boppard mit einem weiten Einzugsbereich in der Region und einer langen Tradition. Es wurde 1764 von den Franziskanern als Lateinschule gegründet, 1765 als öffentliche Schule genehmigt und ist seit 1904 ein Vollgymnasium.
Die Schule ist heute (2016) dreizügig, hat etwa 580 Schüler, die von etwa 60 Lehrkräften unterrichtet werden. Weiterhin ist das Kant-Gymnasium eine der Ausbildungsschulen für Referendare des Studienseminars Koblenz.
Der Altbau des Gebäudes steht unter Denkmalschutz.

## Lage
Das Kant-Gymnasium Boppard hat die Adresse Mainzer Straße 24, es befindet sich am östlichen Ende des Ortsbezirks Boppard. Der denkmalgeschützte Teil des Gebäudes steht an der Ecke von Mainzer Straße und Gymnasialstraße. Die Mainzer Straße war bis Ende der 1980er Jahre Teil der Bundesstraße 9. Nördlich an das ursprüngliche Schulgebäude schließen sich ein Neubau, ein Sportgelände sowie die direkt am Rhein gelegene Sporthalle an.

## Geschichte

### Lateinschule der Franziskaner
Im Jahr 1764 begannen die Franziskaner in Boppard, Latein zu unterrichten. Im folgenden Jahr wurde von der Stadt bei Kurfürst Johann Philipp von Walderdorf beantragt der Schule einen öffentlichen Charakter zu verleihen. Dies wurde am 5. November 1765 genehmigt und am 4. Februar 1766 wurde diese Schule offiziell eröffnet. Als 1794 die französische Revolution Boppard erreichte flüchteten die Ordensleute und das Kloster wurde aufgehoben. Nach wenigen Jahren kehrten die ersten wieder zurück, und 1797 wurde der Unterricht wiederaufgenommen. Die Schule hatte 1803 ihren Sitz im Ritter-Schwalbachhaus, das zum ehemaligen Franziskanerkloster gehörte, siedelte aber wenig später in das Karmeliterkloster über. Die Schule wurde 1805 durch eine städtische Sekundarschule abgelöst, welche von demselben Rektor geführt wurde.

### Progymnasium
Im Jahre 1866 wurde die Schule als Progymnasium anerkannt, vier Jahre später stieg die Schülerzahl erstmals über 100. Da das ehemalige Karmeliterkloster für das Progymnasium zu klein wurde und die Klassenzimmer dringend modernisiert werden mussten, kam der Gedanke auf einen Neubau zu errichten. Um diesen Neubau finanzieren zu können, beantragte die Stadt Boppard die Schule zu verstaatlichen. Dieser Antrag wurde nicht genehmigt. Aus diesem Grund trat der schon 1896 erwogene Gedanke in den Mittelpunkt, das Progymnasium in ein Vollgymnasium zu erweitern. Aus diesem Grund konnte die Stadtverordneten-Versammlung 250.000 Mark für den Neubau bereitstellen. Am 16. Januar 1902 genehmigte der Minister für geistliche, Unterrichts- und Medizinal-Angelegenheiten die Erweiterung zum Vollgymnasium. Ostern 1902 wurde die Obersekunda der bisherigen sechsklassigen Schule angegliedert. Als Grundstück für das neue Gebäude wurde das Hospitalgrundstück in der Mariensmark gewählt, wo sich auch heute noch das Gymnasium befindet. Das neue Gebäude sollte Platz für 400 Schüler bieten. Im März 1904 wurde mit dem Bau begonnen, der von dem Architekten Josef Mockenhaupt geleitet wurde. Nach 18 Monaten Bauzeit wurde das Gebäude fertiggestellt und am 11. Januar 1906 eingeweiht. Die Anzahl der Schüler betrug über 200. Im Zusammenhang mit dem Ausbau zum Vollgymnasium wurde in Boppard auch das Alumnat St. Michael erbaut. Am 22. Juni 1933 wies die Schulbehörde den Direktor an, die Schule im Sinne des Gesetzes zur Wiederherstellung des Berufsbeamtentums gleichzuschalten. Von 1934 an durfte der Alumnatsdirektor nicht mehr im Schulausschuss mitwirken, die Pfarrer beider Konfessionen wurden 1938 ausgeschlossen. Vom 1. April 1937 an wurde Englisch die erste Fremdsprache und das Gymnasium zur "Oberschule". Mädchen wurden ein Jahr später zugelassen. 1943 betrug die Schülerzahl 321 Schüler. Als die Schule am 18. September 1944 auf Anordnung des Reichsverteidigungskommissars geschlossen wurde, gab es dort 313 Schüler.

### Nach dem Zweiten Weltkrieg
Am 1. Oktober 1945 wurde die Schule wiedereröffnet. Dies war für 261 Jungen und 29 Mädchen der erste Schultag nach Ende des Zweiten Weltkrieges. Am 23. Oktober 1945 erhielt die Schule von der französischen Besatzungsmacht die Bezeichnung Städtisches Realgymnasium Boppard. Etwa ab 1950 wurde die Struktur der höheren Schulen in Rheinland-Pfalz reformiert. Dabei standen für die Gymnasien drei Typen zur Wahl. So mussten die rheinland-pfälzischen Gymnasien entscheiden, ob sie eine altsprachliche, neusprachliche oder mathematisch-naturwissenschaftliche Form annahmen. Die Eltern Bopparder Gymnasiasten entschieden sich für die Bezeichnung Städtisches neusprachliches Gymnasium Boppard. Zum 1. April 1960 trat das Gesetz zur Verstaatlichung der höheren Schulen in Rheinland-Pfalz in Kraft. Der ehemalige Kreis St. Goar übernahm das Gebäude und der Staat übernahm die Personalführung und Besoldung. Deshalb wurde auch die Bezeichnung der Schule in Staatliches neusprachliches Gymnasium Boppard geändert.

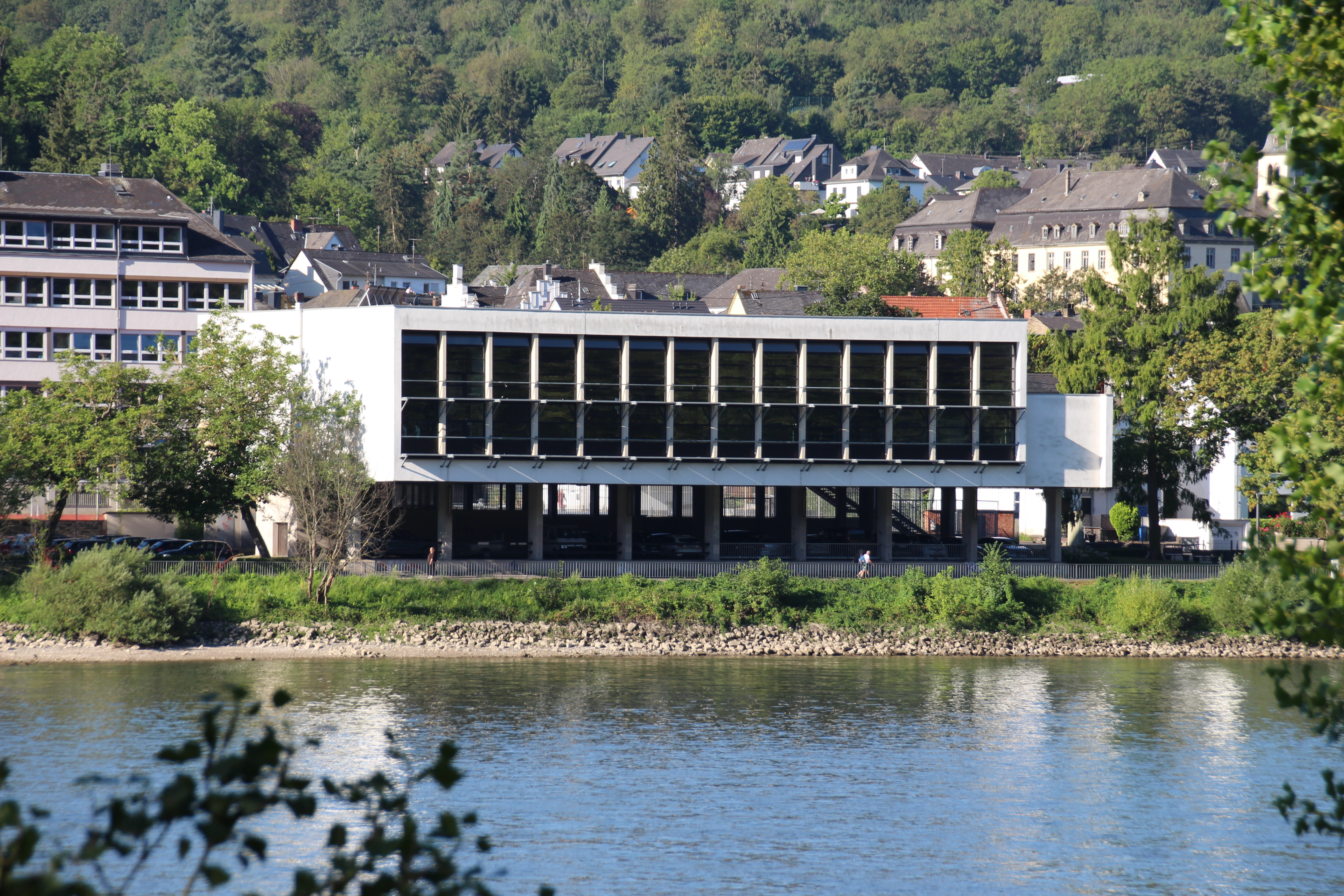
Sporthalle von 1967

Auf Grund der stark anwachsenden Schülerzahlen entstand unweigerlich ein Mangel an geeigneten Unterrichtsräumen. So hatte die Schule 1945 200 Schüler und im Jahr 1960 861 Schüler. Um diesem Missstand entgegenzutreten, wurde unter dem Direktor Dr. Paul Kämpchen ein Bauentwicklungsprogramm entworfen. Dieser sah einen Neubau für Klassenzimmer und eine Sporthalle am Rhein vor. Im Jahr 1967 wurde die Sporthalle und zwei Jahre später 1969 der Klassenzimmertrakt fertiggestellt.
Weitere vier Jahre später 1973 wurde das Gymnasium nach den Philosophen Immanuel Kant umbenannt und trägt seitdem den Namen Kant-Gymnasium Boppard. Im Jahr 1974 mit der Einführung der Mainzer Studienstufe (MSS) wurde eine Schulbibliothek eingerichtet. Im Schuljahr 2001/02 wurde eine Streicherklasse eingerichtet. Bis 2015 konnten Schüler, die die fünfte Klasse des Kant-Gymnasiums besuchen wollen, entscheiden, ob sie in diese spezielle Klasse wollen.
Seit dem Schuljahr 2016/2017 geht das Kant-Gymnasium im Musikunterricht der Orientierungsstufe neue Wege. In Zukunft wird eine Stunde Musiktheorie weiterhin im Klassenverband erteilt. Die zweite (im Streichunterricht auch die dritte) Stunde beinhaltet den musikpraktischen Unterricht, der in einem neuen Konzept neigungsorientiert und klassenübergreifend gestaltet wird. Die Schülerinnen und Schüler können je nach persönlichen Interessen und Vorlieben für die Orientierungsstufe zwischen verschiedenen Angeboten wählen. In das neue Konzept als „Streichunterricht“ integriert wird auch die bisherige „Streicherklasse“.
Beim Ausbau des rheinseitigen Dachgeschossflügels im Jahr 1997 wurden auch Vorleistungen für den Ausbau des gegenüberliegenden Flügels getroffen. Dieser wurde im Jahr 2010 für 480.000 € fertiggestellt und vier neue Klassenzimmer wurden eingerichtet. Somit hat die Schule zurzeit 36 Klassenzimmer zur Verfügung. Außerdem wurde die Schule bei diesen Umbauarbeiten bezüglich energetischer Kriterien saniert. So wurden die Kellerräume und Dachbodenflächen besser gedämmt, auf dem Dach wurde eine Solaranlage installiert und in der Pausenhalle wurde die Einfachverglasung gegen eine Dreifachverglasung ausgetauscht. Diese Sanierungsmaßnahmen kosteten weitere 400.000 €. Sowohl der Ausbau des Dachgeschosses als auch die energetische Sanierung wurden mit Hilfe des Konjunkturpakets II finanziert.
Im Sommer 2015 feierte die Schule im Rahmen eines Festaktes und eines Schulfestes ihr 250-jähriges Bestehen. Unter dem Titel „Verlorene Jahre (1939-1949)“ wurde 2017 im Rahmen eines Schulprojektes das Kriegstagebuch eines ehemaligen Schülers herausgegeben und kommentiert. In diesem Buch setzen sich Schülerinnen und Schüler damit auseinander, in welchem Maße der Nationalsozialismus auch an ihrer Schule Bildung und Erziehung für die Vorbereitung des Zweiten Weltkriegs missbrauchte und wie es ihnen 1939 als Abiturienten hätte ergehen können.
Im Jahr 2018 wurde das Gymnasium als Schule ohne Rassismus – Schule mit Courage ausgezeichnet.